# Elezioni parlamentari in Norvegia del 1965
Le elezioni parlamentari in Norvegia del 1965 si tennero il 12-13 settembre per il rinnovo dello Storting.

## Risultati
| Liste                              | Voti      | %     | Seggi |
| ---------------------------------- | --------- | ----- | ----- |
| Partito Laburista Norvegese        | 883 320   | 43,14 | 68    |
| Høyre                              | 415 612   | 20,30 | 30    |
| Venstre                            | 207 834   | 10,15 | 18    |
| Partito di Centro                  | 191 702   | 9,36  | 17    |
| Partito Popolare Cristiano         | 160 331   | 7,83  | 12    |
| Partito Popolare Socialista        | 122 721   | 5,99  | 2     |
| Partito Comunista di Norvegia      | 27 996    | 1,37  | –     |
| Høyre - Partito Popolare Cristiano | 22 800    | 1,11  | 2     |
| Partito di Centro - Venstre        | 14 713    | 0,72  | 1     |
| Partito Democratico di Norvegia    | 194       | 0,01  | –     |
| Protettori della Libertà           | 163       | 0,01  | –     |
| Altri                              | 8         | 0,00  | –     |
| Totale                             | 2 047 394 | 100   | 150   |

Ripartizione dei seggi delle liste comuni:
- Partito Popolare Cristiano (1) - Høyre (1);
- Partito di Centro (1) - Venstre (0).

Seggi complessivi: Høyre: 31 - Venstre: 18 - Partito di Centro: 18 - Partito Popolare Cristiano: 13.